# 統合的湖沼流域管理
統合的湖沼流域管理（とうごうてきこしょうりゅういきかんり、英: Integrated Lake Basin Management、略称：ILBM）は、湖沼とその流域などの静水システムを統合的に管理・保全していく手法のひとつ。

## 概要
湖沼は、河川や地下水などの水資源と異なる3つの特徴、1）長い滞留時間、2）複雑な湖内の相互作用、3）流域の自然や人間活動との統合性、を有している。「統合的湖沼流域管理」では、湖沼を持続的に保存していくために、これらの3つの特徴に注意を払いながら、中・長期的な視点に立って、6つの要素（組織・体制、政策、参加、技術、情報、財政）を統合して湖沼流域を管理していく点に特徴がある。

## 統合的湖沼流域管理の要素
- 組織・体制：地域から国家間までの様々なレベルで運営され、資源の利用者すべての利益のために湖沼と流域を管理する組織・体制
- 政策：法律・条例から、伝統的・非公式な取り決め（風習・慣習・しきたり等）まで、湖沼資源の利用とそれがおよぼす影響を統制する規範
- 参加：住民、利害関係者、湖沼に関わりを持つすべての人々の参加
- 技術：河川の流量制御・流路変更、排水処理、湿地の回復と造成、森林の再生と植林、湖の水位調節、堆積土砂の浚渫などの保全技術や環境改善技術
- 情報：伝統的知恵から科学的知見まで、湖沼管理を効率的に進めるための情報
- 財政：湖沼流域管理を長期間にわたって継続するために必要な資金